# Chiesa del Santissimo Cuore di Gesù (Bronzolo)
La chiesa del Santissimo Cuore di Gesù (in tedesco Herz-Jesu-Kirche) è la parrocchiale di Bronzolo (Branzoll) in Alto Adige. Appartiene al decanato di Laives della diocesi di Bolzano-Bressanone e risale al XIX secolo.

## Descrizione
La chiesa è un monumento sottoposto a tutela col numero 14069 nella provincia autonoma di Bolzano.